# Kanton Charente-Bonnieure
Charente-Bonnieure  is een kanton van het Franse departement Charente. Het kanton maakt deel uit van het arrondissement Confolens.

In 2019 telde het 16.888 inwoners.

Het kanton werd gevormd ingevolge het decreet van 20 februari 2014 met uitwerking op 22 maart 2015, met Chasseneuil-sur-Bonnieure als hoofdplaats.

## Gemeenten
Het kanton omvatte bij zijn vorming 34 gemeenten afkomstig van de opgeheven kantons Saint-Claud, Champagne-Mouton en Montembœuf.
Op 1 januari 2019 werden de gemeenten Genouillac, Mazières, La Péruse, Roumazières-Loubert en Suris samengevoegd tot de fusiegemeente (commune nouvelle) Terres-de-Haute-Charente. La Péruse en Suris behoren evenwel bij het kanton Charente-Vienne.
Sindsdien omvat het kanton volgende  gemeenten: 
- Alloue
- Beaulieu-sur-Sonnette
- Benest
- Le Bouchage
- Champagne-Mouton
- Chasseneuil-sur-Bonnieure
- Chassiecq
- Cherves-Châtelars
- Le Grand-Madieu
- Lésignac-Durand
- Le Lindois
- Lussac
- Massignac
- Mazerolles
- Montembœuf
- Mouzon
- Nieuil
- Parzac
- Les Pins
- Roussines
- Saint-Claud
- Saint-Coutant
- Saint-Laurent-de-Céris
- Saint-Mary
- Sauvagnac
- Suaux
- Terres-de-Haute-Charente (deel = zonder La Péruse en Suris )
- Turgon
- Verneuil
- Le Vieux-Cérier
- Vieux-Ruffec
- Vitrac-Saint-Vincent